# Corytoplectus zamorensis
Corytoplectus zamorensis är en tvåhjärtbladig växtart som först beskrevs av Jean Jules Linden och Éduard-François André, och fick sitt nu gällande namn av Rodr.-flores och L.E. Skog. Corytoplectus zamorensis ingår i släktet Corytoplectus och familjen Gesneriaceae. Inga underarter finns listade i Catalogue of Life.